# 푸진
푸진(만주어: ᡶᡠᠵᡳᠨ fujin, 한국 한자: 福晉 복진)은 몽골어로, 뜻은 한어(漢語)로 부인(夫人)을 의미한다. 북원(北元)에서 칸의 처첩(妻妾)의 지칭으로 쓰이다가 후금(後金)에서 이를 인용해 내명부 및 외명부를 봉작한 작위로 썼다. 청나라 개국 후 내명부 제도를 명 황실의 것을 인용해 개정하면서 복진은 친왕(親王)·친왕의 세자(世子)·군왕(郡王) 등의 처첩(妻妾)을 봉작하는 외명부 작위로 한정된다. 편의상 복진을 비(妃)라고 교체해 표기하기도 한다.

## 종류
복진의 작위는 공식적으로 적복진(嫡福晉)과 측복진(側福晉), 비공식 작위인 서복진(庶福晉)이 있다. 만주족은 황제만 제외하고 일부다처제였기에 여러 정실의 서열을 구별하기 위해 칭호를 달리 쓰기도 했다.

### 정실
- 적복진(嫡福晉) : 정실부인에게 내리는 작위이다. 대복진, 정복진, 계복진 모두 적복진이다.
  - 대복진(大福晉) : 정실부인 중 으뜸을 상징한다.
  - 정복진(正福晉) : 첫 정실이나 일찍 죽은 첫 정실 혹은 대복진을 다른 정실부인들과 구별하기 위해 쓴 칭호로 보인다.
  - 계복진(繼福晉) : 대복진을 제외한 정실부인이다.

### 측실
- 측복진(側福晉) : 양첩(良妾)을 뜻한다.
- 서복진(庶福晉) : 비첩(婢妾)을 뜻한다.
- 소복진(小福晉) : 서복진과 유사한 개념이다.
- 격격(格格) : 황자의 시첩과 왕(親王·郡王) 혹은 세자(世子)[2]의 딸[3]에게 내리는 작위다. 복진보다 격이 낮다.

## 청나라와 조선의 차이
후금(後金)의 국호를 청(淸)으로 교체하고 황제로 등극한 청 태종 숭덕제 홍타이지는 복진 제도를 외명부 작위로 한정시키고 내명부를 명나라 황실의 6궁(1后5妃) 제도를 응용한 5궁(1后4妃) 제도로 교체했다. 이에 청나라 황제의 적후(嫡后)는 오직 1인으로 한정되어 황후(皇后)로 봉작되었으며 4명의 정식 후궁은 비(妃)로 책봉토록 하였는데 이는 청의 3대 황제인 순치제 때 이르러 유명무실해졌다가 4대 황제인 강희제 때 후궁 제도가 완전히 개편된다.
아버지 누르하치를 청의 1대 황제인 태조 천명제로 추존한 홍타이지는 아버지의 여러 복진(妻妾) 중 오직 자신의 생모만을 황후로 추존하였고 나머지는 본래의 작위인 복진으로 두었다. 이를 후세의 학자들이 이해의 용이함을 위해 몽골어를 어원으로 한 복진을 비(妃)로 고쳐 쓰기도 했는데, 순치제 때 이르러 효열무황후로 추존된 사실상 후금(後金)의 국모였던 대복진 아바하이가 대비(大妃)라고도 일컬어 지는 것이 바로 이러한 연유 때문이며, 정복진을 정비(正妃), 계복진을 계비(繼妃), 측복진을 측비(側妃), 서복진을 서비(庶妃)라 일컫는 것 역시 같은 맥락이다. 여러 복진 중 원배(元配: 초실, 처음 맞이한 아내)를 원비(元妃)라 사칭(史稱)해 구별하기도 하는데, 누르하치의 원배였던 퉁기야 씨와 홍타이지의 원배였던 뉴호록 씨가 바로 이 예이다. 홍타이지의 말년에 작위로써의 정식 원비(元妃)가 등장해 자칫 혼동될 수 있으나 시호의 유무 만으로도 쉽게 판별이 가능하다.
조선에서 대비(大妃)는 선왕의 왕비로서 생존 중인 여성의 작위이고, 정비(正妃)는 왕비, 원비(元妃)는 왕의 첫 정비, 계비는 왕이 상처한 후에 새로 들인 정비를 뜻하는 것이기에 흔히 오인되고 있다. 또, 조선에서 여러 비빈을 구별하기 위해 호(號)를 붙였던 것처럼 측비와 서비가 등급이 없는 비호(妃號)로 오인되기도 하는데 측비는 단순히 측복진의 사칭(史稱)에 불과하며, 서비는 서복진의 사칭이자 순치제 때부턴 황제를 모셔 후궁의 반열에 올랐으나 출신 등의 이유로 정식으로 후궁에 책봉되지 못한 여성의 총칭(摠稱)이다. 실제로 서복진 역시 실제로 봉작되는 작위가 아닌 호칭에 불과하며, 명나라의 서비(庶妃)도 비빈(妃嬪)보다 밑 등급의 후궁 작위를 받거나 아예 후궁으로 봉작되지 못한 여성의 총칭이었다.

## 《조선왕조실록》 속 복진
"신들이 길 옆에서 지영(祗迎)했더니 황제가 수레 안에서 신들을 관심 있게 쳐다보고는 또 수건으로 눈물을 닦았습니다. 가마가 지나가고 나서 6량(輛)의 수레가 잇따라 나왔습니다. 맨 앞에는 누런 비단에 검은 뚜껑의 수레가 나왔는데 거기에는 관방(管房)이 타고 있다고 하였습니다. 관방이란 비빈(妃嬪)을 일컫는 말입니다. 다음에는 꼭대기를 황금으로 장식하고 푸른 뚜껑을 한 수레가 나왔는데 거기에는 10공주(公主)가 타고 있다고 하였습니다. 그 다음에 나온 네 채의 수레에는 8아가(阿哥: 미성년의 황자. 8아가는 8황자를 뜻함) ·11아가·17아가와 복진(福晋) 및 면아 복진(綿兒福晋)이 타고 있다고 하였는데, 복진이란 낭랑(娘娘)을 일컫는 말로서 모두 선황제(先皇帝)의 자부(子婦)와 손부(孫婦)라고 하였습니다."— 《조선왕조실록》정조 52권, 23년(1799 기미 / 청 가경(嘉慶) 4년) 10월 12일(정유) 1번째기사

## 복진 출신의 후비(后妃)
- 효자고황후 엽혁나랍씨 : 본명은 엽혁나랍 맹고. 해서여진의 4부 중 하나인 엽혁부의 격격 출신으로 누르하치의 측복진. 아들인 홍타이지가 황제로 등극하며 황후로 추존됨. 비록 추존이나 청나라의 첫 번째 황후이다.
- 효열무황후 오랍나랍씨 : 본명은 오랍나랍 아파해. 해서여진의 4부 중 하나인 오랍의 격격 출신으로 누르하치의 대복진이자 후금(後金)의 국모. 아제격, 도르곤, 다탁 3형제의 생모. 순치제 때 이르러 황후로 추존됨.
- 효단문황후 박이제길특씨 : 커얼친의 격격 출신으로 본명은 박이제길특 철철. 효장문황후의 고모이기도 하다. 홍타이지의 대복진. 홍타이지가 황제로 등극하자 중궁 청녕궁 국군복진 황후로 책봉됨.
- 효장문황후 박이제길특씨 : 커얼친의 격격 출신으로 본명은 박이제길특 포목포태. 효단문황후의 질녀이다. 홍타이지의 측복진. 고모인 효단문황후가 아들을 낳지 못하자 고모부인 홍타이지의 첩이 됐다. 청 개국 후 5궁 중 최하위인 차서궁(次西宮) 영복궁 측복진 장비로 책봉되었다가 아들 순치제가 황제로 등극하여 황태후가 되었고, 사후에 황후로 추존됨.
- 민혜공화원비 박이제길특씨 : 커얼친의 격격 출신으로 이름은 박이제길특 해란주. 효장문황후의 친언니이자 효단문황후의 질녀이다. 홍타이지의 계복진. 여동생인 효장문황후가 아들을 낳지 못하자 고모효단문황후의 주선으로 홍타이지의 첩실(측복진)이 되었다가 홍타이지의 총애로 정처인 계복진으로 승봉되었다. 청 개국 후, 5궁 중 황후(중궁)의 바로 아래인 동궁 관저궁 대복진 신비(宸妃)로 책봉되었다가 사후 원비(元妃)로 추존됐다.
- 의정대귀비 박이제길특씨 : 홍타이지의 측복진으로 이름은 박이제길특 나목종. 본래는 북원의 림단 한의 대복진으로 낭낭태후(太后)하고 불렸다. 림단 한의 사후 그의 처첩들과 부족을 이끌고 홍타이지에게 귀순하여 그의 후궁이 되었다. 청 개국 후 서궁 인지궁 대복진 귀비로 책봉됐다가 순치제의 즉위로 태비(太妃)로 승격, 그러나 순치 9년에 이르러 작위명을 교체해 의정대귀비가 되었다.[9]
- 강혜숙비 박이제길특씨 : 홍타이지의 측복진으로 이름은 박이제길특 파특마조. 의정대귀비와 마찬가지로 북원의 태후였다. 청 개국 후 차동궁 연경궁 측복진 숙비(淑妃)로 책봉됐고, 순치 9년에 강혜숙비로 봉호가 더해졌다.[10]
- 경효의황후 박이제길특씨 : 도르곤의 대복진(정복진)으로, 효장문황후와는 사촌 자매이다. 이에 사후 경효충공정궁원비로 추존되었다가, 도르곤이 사후에 황제로 추존됨에 그녀 역시 경효의황후로 추존됐다. 이후 도르곤의 추존 황제직이 추탈됨에 그녀 역시 서인으로 강봉되었다.
- 의순공주 : 도르곤의 계실 대복진이다. 도르곤의 정복진(대복진)인 박이제길특씨가 사망한 후 황제인 순치제의 승인을 얻어 여진족의 혼례절차를 갖추어 정식 비(妃)로 맞이했다.[11] 효종의 양녀이다.
- 효경헌황후 오라나랍씨 : 옹정제의 적복진. 옹정제가 황제가 되자 황후로 책봉됨.
- 효성헌황후 뉴호록씨 : 옹정제의 격격 출신. 옹친왕(옹정제)의 측복진이었던 이씨의 시녀-종의 개념이 아니다. 굳이 따지자면 서양의 시녀 개념에 가깝다-였다. 남편 옹정제가 황제가 되자 희비로 책봉되었고, 이후 희귀비로 진봉됨. 아들 건륭제가 황제로 책봉되자 황태후가 되었고, 사후에 황후로 추숭됨.
- 효현순황후 부찰씨 : 건륭제의 적복진. 옹정5년 당시 보친왕이였던 건륭제의 적복진으로 선발 건륭제가 황제가 되자 황후로 책봉됨
- 계황후 휘발나랍씨 : 건륭제의 측복진. 건륭제가 황제가 되자 한비로 책봉, 한귀비를 거쳐 건륭 13년 효현순황후가 사망하자 다음해 한황귀비로 진봉되어 내명부를 통솔함. 다음해 건륭 15년 황후로 책봉됨
- 효화예황후 뉴호록씨 : 가경제의 측복진. 가경제가 황제가 되자 귀비로 책봉, 가경 2년 효숙예황후가 사망하자 계후로 지명되어 황귀비에 책봉되고, 희탑랍씨의 삼년상을 마친 뒤인 가경 6년, 황후에 봉해졌다.

## 참고 자료
- 대청회전(大淸會典)[어디?]
- 청사고(清史稿)[어디?]